# Heart & Soul (album Blue)
Heart & Soul è il sesto album in studio del gruppo musicale britannico Blue, pubblicato nel 2022.

## Tracce
1. Haven't Found You Yet – 3:20 (Lee Ryan, Anne Judith Wik, Ronny Svendsen, Antony Costa, Alexander Karlsson)
2. Dance with Me – 2:40 (Jason Boyd, Daron Jones, Michael Keith)
3. This Could Be Love – 2:56 (Chris Young, Lee Ryan, Nermin Harambasic)
4. Let's Get Sad – 3:32 (Ben Collier, Hugh Goldsmith, Lee Ryan, Simon Webbe, Antony Costa, Duncan James, Kye Sones)
5. Heart & Soul – 2:42 (MNEK, Lewis Shay Jankel, Uzo Emenike)
6. Man Do – 2:58 (Anne Judith Wik, Lee Ryan, Ronny Svendsen)
7. Magnetic – 3:14 (Joseph Barboza, Antony Costa, Duncan James, Lee Ryan, Simon Webbe, David Ferguson, Benjamin Roberts, Paul Visser)
8. Gravity – 3:13 (Antony Costa, Duncan James, Lee Ryan, Simon Webbe, Steve Duberry)
9. Ultraviolet – 2:15 (Duncan James, Paul Visser, Ria Jaggard)
10. Stop – 3:36 (Diondria Thornton, Christopher Thornton, Fabio Filos Franceschi, Antony Costa, Roger Hayes, Bruce Parham, Jr., Duncan James, Lee Ryan)